# Cathy O'Donnell
Cathy O'Donnell, född 6 juli 1923 i Siluria, Alabama, död 11 april 1970 i Los Angeles, Kalifornien, var en amerikansk skådespelare.
Hon studerade vid American Academy of Dramatic Arts. Hon började sedan uppträda på scen och filmdebuterade i en statistroll 1945. Året därpå gjorde hon sin första stora roll i filmen De bästa åren. Hon spelade mot Farley Granger i två filmer där den kändaste blev noirfilmen Kärlek till döds. Sina sista roller framför kameran gjorde hon för TV i början av 1960-talet. Hon avled 1970 efter en tids sjukdom.

## Filmografi i urval
- 1946 – De bästa åren
- 1948 – Kärlek till döds
- 1949 – Farlig väg
- 1950 – Familjen Miniver
- 1951 – Polisstation 21
- 1955 – Mannen från Laramie
- 1957 – The Story of Mankind
- 1959 – Ben-Hur